# 克里斯托弗·普尔
克里斯托弗·普爾（Christopher Poole，1988年—），美國企業家，4chan與Canvas Networks的創建者。他在2003年10月1日以「moot」為化名開設4chan。2016年，他開始為Google工作。

## 影響和活動
2008年，巴西環球電視網的萊奧波爾多·戈多伊（Leopoldo Godoy）將普爾創立的4chan形容為「西方網路文化的原爆點」。
在2009年4月《時代雜誌》主持的網上選舉中，普尔當選为2009年時代百大人物第一名。不过，主办者很快發現選舉中有惡搞行为，即4chan用戶用自動投票軟件把普尔推到了第一名。除此之外，前21名的第一字母还可以组合成一句話：「大理石蛋糕。還有，The Game」（mARBLECAKE. ALSO, THE GAME），这正是4chan上两句流行語的组合。2009年9月12日，普尔在奧地利維也納的Paraflows座談會發表為何以「模因工廠」而聞名的演讲，并在演讲中將此歸功於4chan的無名發表系統。

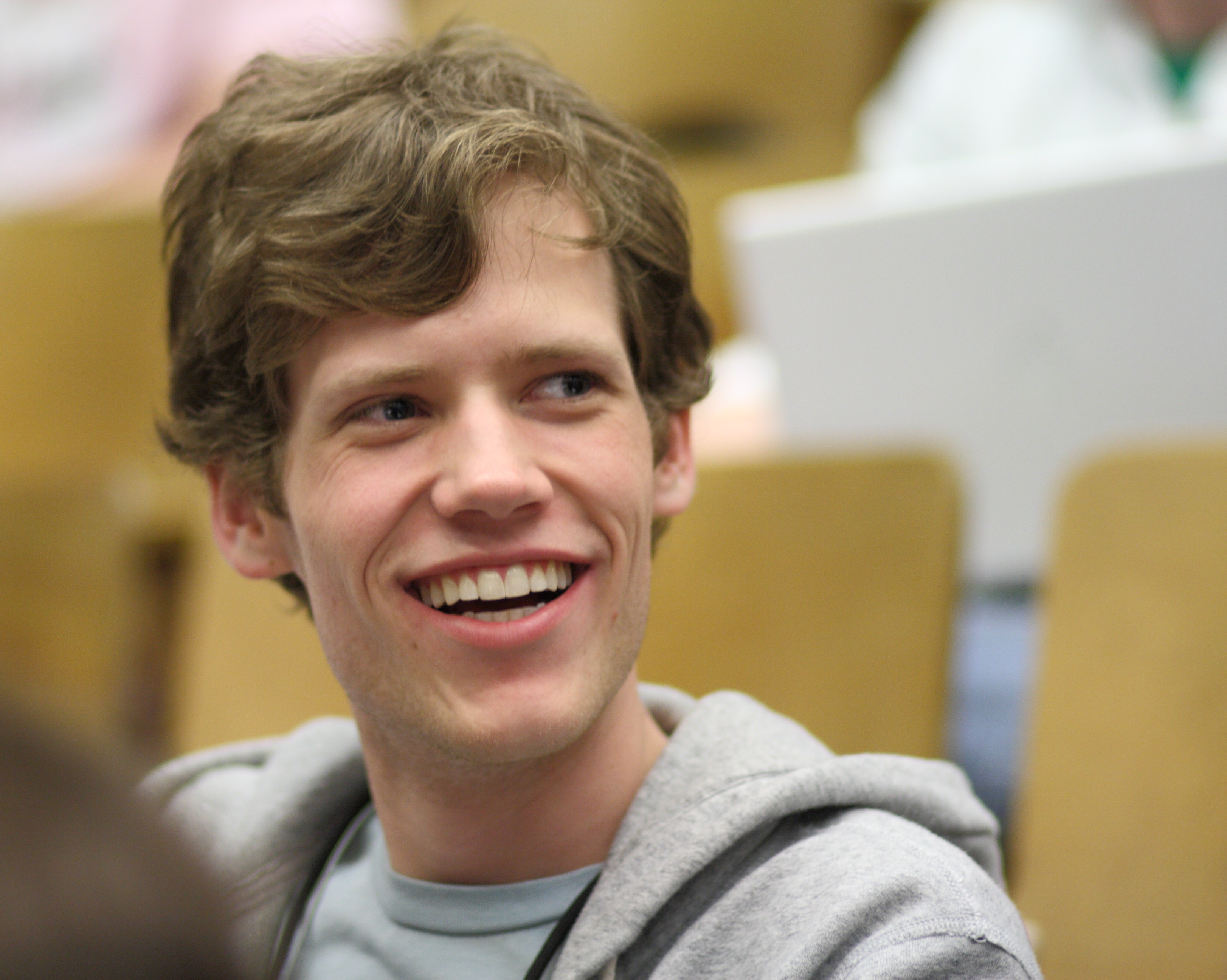
普爾在2010年的ROFLCon上

2010年2月10日，普尔在加利福尼亞州長灘參加了TED2010會議并发表演说，他在演讲中提到了现今保有固定的网络身份与在Facebook和Twitter等站点上分享自己的个人信息的风潮，并阐述了匿名發言對维护互聯網隱私和言論自由的重要性。巴西報章《聖保羅州報》的弗雷德·萊亞爾（Fred Leal）称：「克里斯多福·普尔参与TED2010會議的事件表明非同尋常的情况的發生⋯⋯4chan的规则跟所有的網絡公約相反：它处于Google、社交網站和博客的對立面。」同年，普爾據說籌募了62.5萬美元開設了一個名叫Canvas Networks的網站 。該網站於2011年1月31日開設。2010年4月，普尔在美国诉大卫·克內尔案審判中作為政府證人提供证词。作為證人，普尔向檢察官解釋了4chan上所使用的術語，包括「OP」（楼主，也即「Original Poster/原发文者」的缩写）和「潜水员」（lurker），也向法院解釋他給美國聯邦調查局的數據包括哪些內容，以及怎麼用這些資料確定網站用戶的身份。在同年的一個採訪中，普爾談論了他對多重身份的重視，包括匿名，其與線上企業的合併和如Facebook等許多其他社交網站上存在的現實身份相反。
2012年11月，普爾向一間名叫Moot. It的互聯網創業公司發出一封停終信函。2014年1月，他宣佈其創建的Canvas Network正式停業，它的DrawQuest功能亦會停止運作。
2015年1月21日，普爾公佈他將辭去其4chan管理員的職務。兩天後，他最後一次以「moot」的名義在/qa/（Q&A版）上主持問答環節和在YouTube上直播串流。這標誌他正式從當了11年半的4chan管理員和持有者的位置「退休」。之後他開始把4chan的控制權轉移給三位匿名的4chan版主，同時為網站尋找買家。同年9月21日，普爾宣佈創立2channel的日本企業家西村博之將接手擔任4chan的所有者。2016年3月7日，普爾宣佈他已經被Google聘用，但未披露其職位。

## 身份

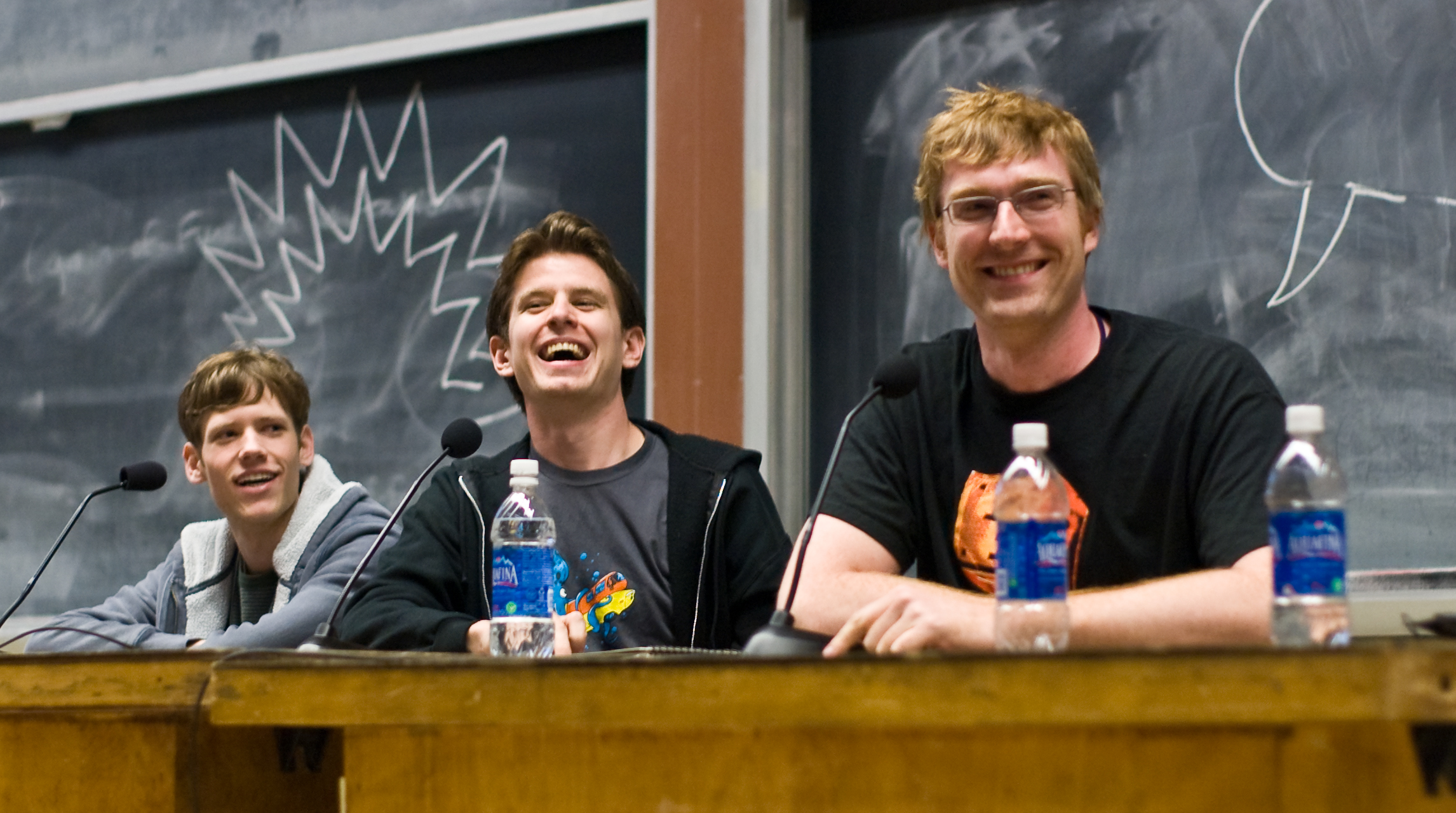
普爾（左）、蘭德爾·門羅（中）和萊恩·諾斯在2008年的ROFLCon上同台接受訪問

剛開始普尔一直把自己的真实世界身份保密，只使用網名作标识，直到在2008年7月9日《華爾街日報》才透露真名。同日，《時代雜誌》的萊夫·葛羅斯曼把普尔描述为在網上內容協作的演變中的「一個重要人物」，但在當時《華盛頓郵報》一篇文章则称“一切（只是）一场大骗局，一个意图引人注目的报道。这只是你们想从4chan的创建者得到的（说法）而已。”，暗示「克里斯托弗·普尔」的身份也有可能是伪造的。在2009年3月，普尔入圍時代百大人物。
在接受《華爾街日報》和《時代雜誌》採訪之前，克里斯托弗·普尔一直刻意把自己的真实身份跟4chan相隔离，在《時代雜誌》採訪中，他也表示「我本人的私生活与我在網上的活动泾渭分明⋯⋯就如中間有堵防火牆般。」克里斯托弗·普尔當時也在耶魯大學和麻省理工學院的會議上發過言，其中2008年一篇《觀察家報》的文章里描述：「他是你們根本沒有聽說過的最有影響的網絡實業家」。
在2009年2月，《華盛頓郵報》报道称克里斯托弗·普尔在維吉尼亞聯邦大學里上了几学期后就退學了，并在退学后一直与母親同住，欠下了2萬美元的運行費用債務以佔有4chan。。

## 外部連結
- 官方网站
- TED上的Christopher "moot" Poole